# Península de Hanko
La península de Hanko (en finés: Hankoniemi; en sueco: Hangö udd), también escrito Hango, es una pequeña península en el mar Báltico en la que está el punto más meridional de Finlandia continental. Es el último pedazo de la cresta Salpausselkä, y la vegetación se compone principalmente de arbustos de pino. La península es conocida por su hermoso archipiélago y largas playas de arena.
La ciudad de Hanko se encuentra en la península. Ha jugado un papel importante en tiempos de guerra. Aquí están por ejemplo, las fortificaciones Hanko, que forman parte de la fortaleza naval de Pedro el Grande. Durante la guerra civil finlandesa, el ejército alemán desembarcó aquí en abril de 1918. Después de la guerra de Invierno, la península fue arrendada a la Unión Soviética durante 30 años como una base naval. Sin embargo, los soviéticos evacuaron a sus 25.000 soldados de la zona durante la guerra de Continuación y fue recuperada por los finlandeses en diciembre de 1941.